# Tibaná

Localização de Tibaná no departamento de Boyacá.

Tibaná é um município no departamento de Boyacá, na Colômbia.